# سانت‌آجاتا سول سانترنو
سانت‌آجاتا سول سانترنو (به ایتالیایی: Sant'Agata sul Santerno) یک شهرستان در ایتالیا است که در استان راونا واقع شده‌است. سانت‌آجاتا سول سانترنو ۹٫۵ کیلومتر مربع مساحت و ۲٬۲۸۴ نفر جمعیت دارد.